# Javier de Jesús Zapata
Javier de Jesús Zapata Villada (nascido em 16 de outubro de 1969) é um ciclista colombiano. Representou seu país, Colômbia, no ciclismo nos Jogos Olímpicos de Verão de 1996.